# Somody Kálmán (színművész, 1943–2015)
Somody Kálmán névvariáns: Somodi Kálmán (Budapest, 1943. január 7. – 2015. június 2. előtt) magyar színész, politikus.

## Életpályája
1963-ban az Állami Déryné Színház tagja lett. 1970 és 1975 között a Pécsi Nemzeti Színházban játszott, 1975-től 1978-ig pedig a 25. Színház tagja volt. 1978-ban egy évadot játszott a debreceni Csokonai Színházban. 1979-ben szerződött a szolnoki Szigligeti Színházhoz, ahol 1986-ig játszott. A Békés Megyei Jókai Színházhoz került ezután, majd 1987-ben újra a Debreceni Csokonai Színházban játszott. 1988-tól 1990-ig Művelődési Ház igazgató volt. 1990-ben A Szabad Demokraták Szövetsége tagja lesz, önkormányzati képviselő is volt. Ezután csak egy-egy szerepre szerződött. A Radnóti Színházban, a Vígszínházban, az egri Gárdonyi Géza Színházban és a HOPPArt Társulatban lépett fel.

## Színpadi szerepei
- Friedrich Schiller: Don Carlos... Don Carlos
- Vörösmarty Mihály: Csongor és Tünde... Balga
- Görgey Gábor: Fejek Ferdinándnak... Vastag Balázs
- Heinrich von Kleist: A bosszú (A Schroffenstein-család)... Kertész, porkoláb
- Bojan Papazov: A három tökfej... Istók bácsi
- Georges Feydeau: Bolha a fülbe... Baptistin
- Stavis: A szivárványszínű köntös... Malfi
- Georg Büchner: Woyzeck... Zsidó
- Déry Tibor: A szabadság vendége... Portás
- Terlouw: Kiből lehet király?
- Kárpáti Péter: Akárki... Részeg férfi
- William Shakespeare: Julius Ceasar... Trebonius
- Hawemann: Mondj egy szót... Virágszedő
- Anton Pavlovics Csehov: Cseresznyéskert... Állomásfőnök
- Goldoni: A fogadósné... Ripafratta, lovag
- Móricz Zsigmond: Úri muri... Mákos
- Gábor Andor: Dollárpapa... Brenner
- Pirandello: IV. Henrik... Dioniso Genoni
- Strindberg: Az apa... Lelkész
- Hauptmann: Henschel fuvaros... Hauffe
- Csehov: Három nővér... Ferapont
- Gogol: Holt lelkek... Szelifán

## Filmjei

### Játékfilmek
- Szamba (1996)
- Portugál (2000)
- Nincsen nekem vágyam semmi (2000)
- Szép napok (2002)
- Tabló – Minden, ami egy nyomozás mögött van! (2008)
- A Nibelung-lakópark (2009)
- Külalak (2011)
- Álmodó (2011)
- Parkoló (2015)
- Hurok (2016)

### Tévéfilmek
- Egy óra múlva itt vagyok... (1971)
- A tűz balladája (1972)
- Angyalbőrben (1990)
- Família Kft. (1991)
- Privát kopó (1992)
- Öregberény (1994)
- Kisváros (1997)
- Akárki (2004)
- Tűzvonalban (2010)
- Sweet Sixteen, a hazudós (2010) – Tüske